# Полярис (фильм)
«Полярис» (англ. Polaris) — будущая американо-британская психологическая драма с элементами ужасов, режиссёра Линн Рэмси, снятая по её же сценарию. Главные роли исполнили Хоакин Феникс и Руни Мара.

## Сюжет
Действие фильма разворачивается в XIX веке на Аляске. Фотограф встречается с дьяволом, который переворачивает его жизнь с ног на голову.

## В ролях
- Хоакин Феникс
- Руни Мара

## Производство
О начале работы над фильмом стало известно 20 июня 2021 года. Главные роли получили Хоакин Феникс и Руни Мара, режиссёром фильма стала Линн Рамзи. 19 августа 2023 года в интервью Variety Линн Рэмси заявила, что производство её следующего фильма завершено. Она упомянула о возможности выпустить фильм под названием «Тёмные слайды», с Хоакином Фениксом в роли фотографа.